# ボリス・タディッチ
ボリス・タディッチ（セルビア語: Борис Тадић・Boris Tadić, 1958年1月15日 - ）は、セルビア共和国の政治家、心理学者。セルビア・モンテネグロ時代より同国大統領を8年にわたって務めた。民主党に所属している。2004年7月のセルビア大統領選挙で勝利、2008年2月に再選された。2012年4月に任期途中で辞任（後述）。

## 生い立ち
ボリス・タディッチは哲学者のユボミル・テディッチと心理学者のネヴェンカ・タディッチ夫妻の間に生まれた。タディッチの祖父母は第二次世界大戦の間にウスタシャによって殺害され、ホロコーストの犠牲者と考えられる。
小学校から高校までベオグラードで過ごし、ベオグラード大学で社会心理学臨床心理科を卒業した。卒業後はジャーナリスト、臨床心理学者として働き、第1ベオグラード・ギムナジウムで心理学を教え、心理学研究所で研究を行った。タディッチは政治活動も活発に行い、それが元で拘束を受けたりもした。
タディッチは民主主義・政治手腕開発センターを設立しその所長に就任、数年にわたってセルビア、スルプスカ共和国、マケドニア共和国、ブルガリアの人々に対する政治的啓蒙に取り組んだ。
その後、2013年2月に予定されていた大統領選挙を議会選挙とのダブル選挙にするため、2012年4月5日に大統領を辞任した。5月6日に選挙が行われ大統領選では5月20日の決選投票に進んだが、議会選挙はセルビア進歩党が第1党となりタディッチの率いる民主党は第2党に転落し、大統領選挙もセルビア進歩党のトミスラヴ・ニコリッチに敗れた。